# Campionat del Món de Trial indoor 2000
|  | Per al campionat del món a l'aire lliure d'aquell any, vegeu Campionat del Món de Trial 2000 |

La temporada de 2000 del Campionat del Món de Trial indoor fou la 8a edició d'aquest campionat, organitzat per la FIM. El calendari oficial constava de 10 proves puntuables, celebrades entre el 8 de gener i l'11 de març. Dues de les proves programades es disputaren als Països Catalans: València (29 de gener) i Barcelona (13 de febrer).
Dougie Lampkin va guanyar el quart dels seus cinc títols mundials indoor consecutius, aquesta vegada amb la Montesa, per la qual havia fitxat procedent de Beta. Una vegada més, el subcampió va ser Marc Colomer, ara company de Lampkin a l'equip de Montesa. Tots dos es van tornar a repartir les victòries al llarg de la temporada, tot i que aquest any amb clar avantatge per a Lampkin: set a tres.

## Sistema de puntuació
| Posició | 1  | 2  | 3  | 4  | 5  | 6  | 7 | 8 | 9 | 10 |
| Punts   | 20 | 17 | 15 | 13 | 11 | 10 | 9 | 8 | 7 | 6  |

## Calendari
| Ronda | Data         | Prova         | Lloc        | Guanyador      |
| ----- | ------------ | ------------- | ----------- | -------------- |
| 1     | 8 de gener   | Gran Bretanya | Sheffield   | Dougie Lampkin |
| 2     | 29 de gener  | Espanya       | València    | Marc Colomer   |
| 3     | 4 de febrer  | Suïssa        | Ginebra     | Dougie Lampkin |
| 4     | 13 de febrer | Espanya       | Barcelona   | Dougie Lampkin |
| 5     | 18 de febrer | Alemanya      | Bremen      | Marc Colomer   |
| 6     | 19 de febrer | Portugal      | Lisboa      | Dougie Lampkin |
| 7     | 23 de febrer | Itàlia        | Bolzano     | Dougie Lampkin |
| 8     | 4 de març    | Espanya       | Madrid      | Dougie Lampkin |
| 9     | 10 de març   | Àustria       | Viena       | Marc Colomer   |
| 10    | 11 de març   | França        | Paris-Bercy | Dougie Lampkin |

## Classificació final
| Posició | Pilot                 | Motocicleta | Punts |
| ------- | --------------------- | ----------- | ----- |
| 1       | Dougie Lampkin        | Montesa     | 185   |
| 2       | Marc Colomer          | Montesa     | 171   |
| 3       | Steve Colley          | Gas Gas     | 142   |
| 4       | Graham Jarvis         | Sherco      | 126   |
| 5       | Takahisa Fujinami     | Honda       | 98    |
| 6       | David Cobos           | Montesa     | 90    |
| 7       | Bruno Camozzi         | Gas Gas     | 42    |
| 8       | Marcel Justribó       | Montesa     | 32    |
| 9       | Amós Bilbao           | Montesa     | 18    |
| 10      | Andreas Lettenbichler | Beta        | 9     |